# Porto de Moz
Porto de Moz là một đô thị thuộc bang Pará, Brasil. Đô thị này có diện tích 17422,87 km², dân số năm 2007 là 29890 người, mật độ 1,7 người/km².